# Hemmerichstraße 8 (Bad Kissingen)

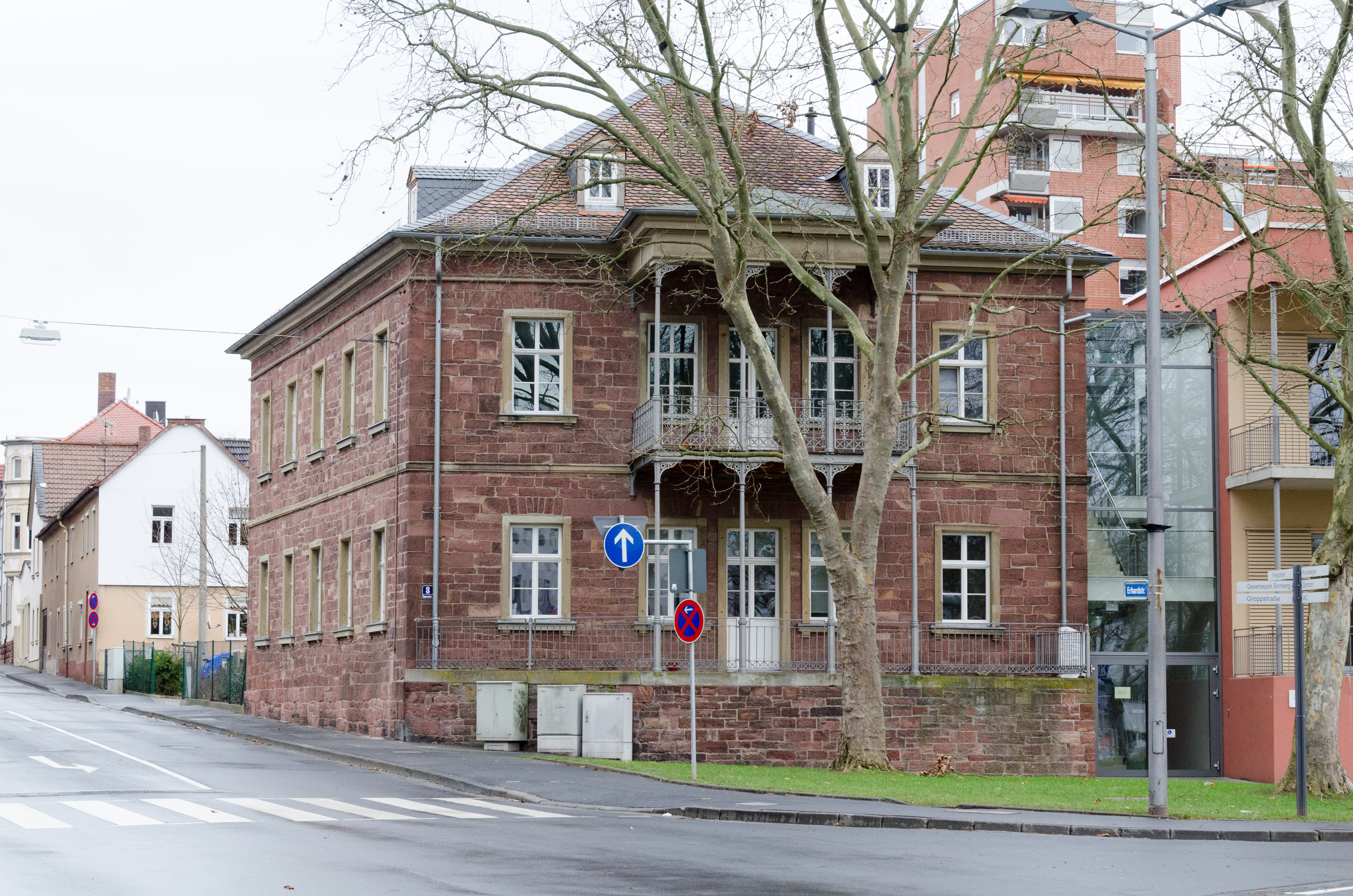
Hemmerichstraße 8 in Bad Kissingen

Das Gebäude Hemmerichstraße 8 in der Hemmerichstraße in Bad Kissingen, der Großen Kreisstadt des unterfränkischen Landkreises Bad Kissingen, gehört zu den Bad Kissinger Baudenkmälern und ist unter der Nummer D-6-72-114-302 in  der Bayerischen Denkmalliste registriert.

## Geschichte

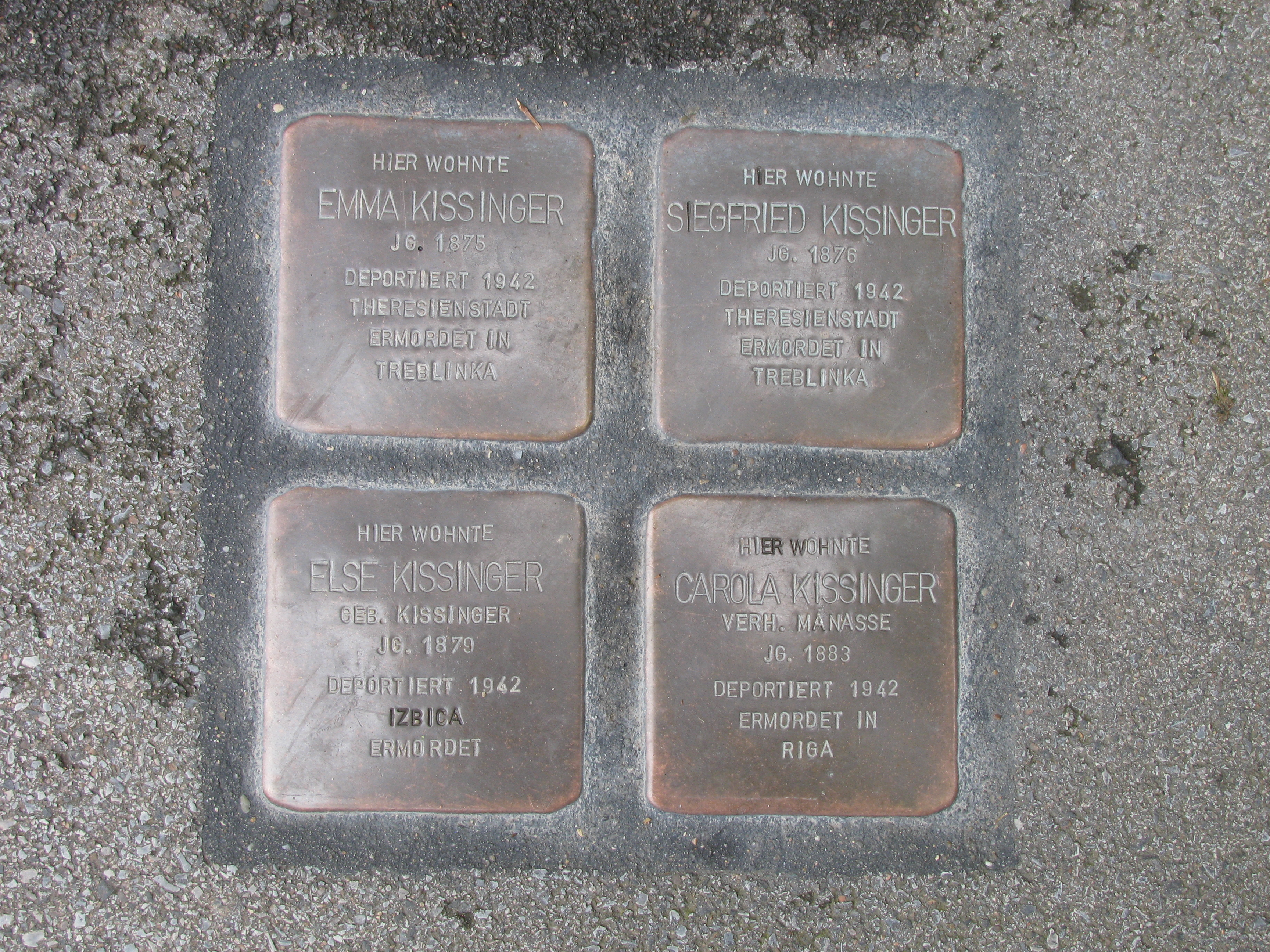
Stolpersteine vor dem Gebäude in der Hemmerichstraße 8 in Bad Kissingen

Die Villa mit einer Laube aus Gusseisen entstand um das Jahr 1875. Der Walmdachbau besteht – typisch für Unterfranken und wie mehrere Anwesen in Bad Kissingen – aus unverputztem Rotsandstein. In Verbindung mit dieser schlichten Bauweise steht der gusseiserne Balkonaufbau.
In der Zeit des Nationalsozialismus waren vier Bewohner des Anwesens von Verfolgung betroffen. Die Geschwister Carola Manasse (geb. Kissinger), Else Kissinger, Emma Kissinger und Siegfried Kissinger wurden nach Riga (Carola Manasse), in das Ghetto Izbica (Else Kissinger) beziehungsweise in das KZ Treblinka (Emma Kissinger und Siegfried Kissinger) deportiert. Der genaue Todesort und -zeitpunkt ist bei allen vier Geschwistern unbekannt. An sie erinnern vor dem Anwesen befindliche Stolpersteine.